# Белла (коммуна)
Белла (итал. Bella) — коммуна в Италии, расположена в области Базиликата, в провинции Потенца.
Население составляет 4 995 человека (на 31-12-2018), из них 325 - иностранцы. Плотность населения составляет 50,1 чел./км². Белла занимает площадь 99,71 км², расположение города - 662 метра над уровнем моря. Коммуна находится в зоне высокого сейсмического риска. Почтовый индекс — 85051. Телефонный код — 0976.
Муниципальные выборы прошли 11 июня 2017 года и мэром Беллы был избран Леонардо Сабато (итал. Leonardo Sabato).
Коммуне вручена медаль за гражданские заслуги.
Покровителями коммуны почитаются святой Иосиф Обручник и святой мученик Пий, празднование 19 марта и в третье воскресение мая.